# Men – Was dich sucht, wird dich finden
Men – Was dich sucht, wird dich finden ist ein Horrordrama von Alex Garland, das im Mai 2022 im Vereinigten Königreich und in Nordamerika in die Kinos kam und im gleichen Monat bei den Internationalen Filmfestspielen in Cannes gezeigt wurde. Der Film kam am 21. Juli 2022 in die deutschen Kinos.

## Handlung
Nachdem ihr Mann James offensichtlich Selbstmord begangen hat, beschließt Harper Marlowe, alleine einen Urlaub im Dorf Cotson in Herefordshire zu verbringen und mietet dort von dem Einheimischen Geoffrey ein Landhaus an. In Rückblenden wird deutlich, dass Harper, die James’ emotionale Misshandlungen und Manipulationen satt hatte, sich von ihm scheiden lassen wollte. James drohte daraufhin mit Selbstmord. Nachdem James Harper ins Gesicht geschlagen hatte, versuchte er sich sofort zu entschuldigen, aber Harper sperrte ihn wütend aus der Wohnung. Sie wurde dann Zeugin, wie er vom Balkon im Obergeschoss in den Tod stürzte und dabei teilweise von einem Zaun aufgespießt wurde.
Bei ihrer Ankunft in dem Landhaus, das sie gemietet hat, wird Harper von dem exzentrischen, aber gutmütigen Besitzer Geoffrey begrüßt, der sie durch das Haus führt. Später macht Harper einen Spaziergang in den nahe gelegenen Wäldern und entdeckt einen stillgelegten Eisenbahntunnel. Am anderen Ende beginnt eine menschliche Gestalt zu schreien und rennt auf sie zu. Verängstigt rennt Harper zurück durch den Wald, bis sie ein offenes Feld erreicht. Als sie sich umdreht, um die Landschaft mit ihrem Handy zu fotografieren, bemerkt sie einen nackten Mann in der Ferne, der sie beobachtet.
Am nächsten Tag sieht Harper während eines Videotelefonats mit ihrer Freundin Riley denselben nackten Mann im Vorgarten, dessen Gesicht mit blutigen Kratzern übersät ist. Als Harper bemerkt, dass die Haustür einen Spalt offen steht, schließt sie sie schnell ab, aber der nackte Mann steckt seine Hand durch den Briefkasten. Harper ruft die Polizei und der Mann wird verhaftet, wobei einer der Beamten Geoffrey ähnelt.
Harper besucht eine Kirche, in der Bilder des Grünen Mannes und von Sheela-na-gig in ein Taufbecken eingemeißelt sind. Draußen trifft sie einen kleinen Jungen, der eine Maske trägt,  und einen Pfarrer, die beide Ähnlichkeit mit Geoffrey haben. Der Junge fordert sie auf, Verstecken zu spielen, was sie verweigert und daraufhin von ihm beschimpft wird. Nachdem der Junge gegangen ist, spricht Harper mit dem Vikar über James’ Tod, der ihr unterstellt, sie sei mitverantwortlich, weil sie ihm nicht erlaubt habe, sich zu entschuldigen. Harper beendet wütend das Gespräch geht später in eine örtliche Kneipe, wo sie Geoffrey wiedertrifft. Die wenigen Gäste und der Barkeeper ähneln alle stark Geoffreys Aussehen. Kurz darauf taucht sein polizeiliches Ebenbild auf und teilt Harper mit, dass der nackte Mann freigelassen wurde, da es keinen rechtlichen Grund gibt, ihn festzuhalten.
Beunruhigt von den jüngsten Ereignissen nimmt Harper Kontakt zu Riley auf, die ihr anbietet, am Morgen ins Dorf zu fahren und Harper für den Rest ihres Urlaubs zu begleiten. Als Harper versucht, Riley die Adresse zu schicken, wird der Dienst ihres Mobiltelefons wiederholt unterbrochen. Sie sieht den Polizisten draußen, aber als das Licht flackert, verschwindet er. Daraufhin taucht einer der Stammgäste des Pubs auf und verfolgt Harper, die sich ins Haus zurückzieht. Als sie sich mit einem Messer bewaffnet, geht in der Küche ein Fenster zu Bruch. Geoffrey erscheint und stellt fest, dass das Fenster durch eine am Boden liegende Krähe zerbrochen wurde, die er endgültig tötet, indem er ihr das Genick bricht.
Als Geoffrey in den Garten geht, flackert das Licht wieder und der nackte Mann taucht auf und verfolgt Harper zurück ins Haus. Als er von außen durch den Briefkasten nach Harpers Hand greift, sticht sie ihm in den Unterarm. Er zieht diesen langsam wieder heraus, wobei das steckengebliebene Messer den Arm und die Hand in zwei Hälften spaltet, was der Wunde der ähnelt, die James bei seinem Sturz in den Zaun erlitten hatte. Sowohl der Junge als auch der Pfarrer tauchen nacheinander im Haus auf, beide sind nun ähnlich verletzt. Als der Vikar versucht, Harper zu vergewaltigen, sticht sie ihm in den Bauch und flieht aus dem Haus.
Bei dem Versuch wegzufahren, fährt Harper versehentlich Geoffrey an. Er zerrt sie aggressiv aus ihrem Wagen, steigt selbst in das Auto und fährt davon, bis er gegen eine Steinmauer prallt, was man später sieht. Der nackte Mann, der nun die Gestalt des Grünen Mannes angenommen hat und dessen Knöchel gebrochen ist, was zu einer weiteren Verletzung an James’ Leiche passt, nähert sich Harper. Der nackte Mann bringt den Jungen zur Welt, der wiederum den Vikar, dann Geoffrey und schließlich James zur Welt bringt, wobei ihre Körper stark verstümmelt sind. Harper und James sitzen beide auf einem Sofa im Haus. Als Harper ihn fragt, was er von ihr will, antwortet James, er wolle ihre Liebe. Riley, die schwanger ist, kommt am Morgen im Haus an. Sie folgt einer Blutspur und findet Harper, die lächelt, als sie sie sieht.

## Produktion

### Filmstab und Besetzung
Regie führte Alex Garland, der auch das Drehbuch schrieb. Es handelt sich nach Ex Machina und Auslöschung um seinen dritten Spielfilm, bei dem er Regie führte.
Die Irin Jessie Buckley spielt in der Hauptrolle Harper Marlowe, die nach dem tragischen Unfall ihres Mannes James ein wenig Abstand gewinnen will. Dieser wird von Paapa Essiedu gespielt. Der Brite Rory Kinnear spielt Geoffrey, den Besitzer der Ferienwohnung auf dem Land, die Harper anmietet. Er spielt auch die weiteren titelgebenden Männer, denen Harper im Film in der Gegend begegnet. Die Schottin Gayle Rankin ist in der Rolle von Riley zu sehen.

### Filmmusik und Veröffentlichung
Die Filmmusik komponierten Geoff Barrow und Ben Salisbury, mit denen Garland bereits für Ex Machina und Auslöschung zusammenarbeitete. Das erste Stück des Soundtrack-Albums mit dem Titel The Church wurde Anfang Mai 2022 von INVADA und Lakeshore Records als Download veröffentlicht. Das komplette Soundtrack-Album mit insgesamt 12 Musikstücken wurde am 20. Mai 2022 von Lakeshore and Invada Records als Download veröffentlicht.
Der Kinostart im Vereinigten Königreich und in Nordamerika erfolgte ebenfalls am 20. Mai 2022. Der deutsche Kinostart folgte am 21. Juli 2022. Ab 22. Mai 2022 wurde der Film bei den Internationalen Filmfestspielen in Cannes in der Nebenreihe „Quinzaine des Réalisateurs“ gezeigt. Anfang Juli 2022 wird der Film beim Internationalen Filmfestival Karlovy Vary im Rahmen der Midnight Screenings gezeigt. Ebenfalls im Juli 2022 eröffnet Men auch das Bucheon International Fantastic Film Festival.

## Rezeption

### Altersfreigabe und Kritiken
In den USA erhielt der Film von der MPAA ein R-Rating, was einer Freigabe ab 17 Jahren entspricht.
Von den bei Rotten Tomatoes aufgeführten Kritiken sind 69 Prozent positiv.

### Auszeichnungen
British Independent Film Awards 2022
- Nominierung in der Kategorie Best Joint Lead Performance (Jessie Buckley und Rory Kinnear)
- Nominierung für die Beste Musik (Ben Salisbury und Geoff Barrow)
- Auszeichnung für die Besten Effekte (David Simpson)
- Nominierung für die Beste Kamera (Rob Hardy)
- Nominierung für den Besten Ton[12][13]

Critics’ Choice Super Awards 2023
- Nominierung als Bester Schauspieler in einem Horrorfilm (Rory Kinnear)
- Nominierung als Beste Schauspielerin in einem Horrorfilm (Jessie Buckley)[14]

Fangoria Chainsaw Awards 2023
- Nominierung für die Beste Kamera (Rob Hardy)
- Nominierung für die Beste Filmmusik (Geoff Barrow & Ben Salisbury)[15]

London Critics’ Circle Film Awards 2023
- Nominierung als Beste britische Darstellerin (Jessie Buckley, auch für Scrooge: Ein Weihnachtsmusical & Die Aussprache)[16]

Neuchâtel International Fantastic Film Festival 2022
- Auszeichnung mit dem Silver Méliès Award for Best European Fantastic Feature Film[17]